# Élections locales tunisiennes de 2023-2024
Les élections locales tunisiennes de 2023-2024 ont lieu le 24 décembre 2023 et le 4 février 2024 afin d'élire les représentants des conseils locaux et régionaux (représentant plusieurs conseils locaux), qui constitueront les conseils régionaux, les conseils des districts puis le Conseil national des régions et des districts.
Premières élections locales jamais organisées dans le pays, elles sont marquées par un très faible taux de participation d'environ 12 %, similaire à celui obtenu aux élections législatives de 2022-2023. Les deux scrutins visent notamment à la mise en œuvre des institutions de la nouvelle Constitution approuvée par référendum en 2022, qui constitue le projet personnel du président Kaïs Saïed.

## Contexte

### Constitution de 2014
Les articles 131 et 133 de la Constitution de 2014 prévoient des conseils régionaux élus au suffrage universel direct, mais n'indiquent pas de date précise pour la tenue de ces élections. Initialement, les dates du 30 octobre 2016 puis du 26 mars 2017 avaient été proposées pour organiser simultanément les élections municipales et les régionales. La loi électorale n'ayant pas été adoptée à l'été 2016, la date reste longtemps indéterminée avant d'être annoncée le 3 avril 2017. Les municipales sont alors fixées au 17 décembre 2017 tandis que les régionales sont quant à elles prévues pour février 2018, l'Instance supérieure indépendante pour les élections se fixant un maximum de deux mois entre les deux élections. Les municipales n'ont cependant finalement lieu que le 6 mai 2018, tandis que les régionales sont reportées à une date indéterminée.
Le ministère des Affaires locales estime impossible la tenue des régionales avant les élections législatives d'octobre 2019 en raison des contraintes techniques liées à l'instauration des sièges des conseils régionaux ainsi que du Haut conseil des collectivités locales. Le gouvernement Fakhfakh formé à l'issue des législatives envisage par la suite une tenue des régionales en 2022, mais le scrutin est à nouveau reporté, notamment du fait de la crise politique.

### Constitution de 2022
La Constitution de 2022 donne aux assemblées régionales et aux assemblées des districts la prérogative d'élire les membres du Conseil national des régions et des districts : elle crée à cet effet des assemblées intermédiaires, les assemblées locales, dont, pour chacune, un membre est tiré au sort par l'ISIE pour les représenter dans les assemblées régionales (représentant les gouvernorats), et les districts, composés de plusieurs gouvernorats, sont représentés par les assemblées des districts, dont les membres sont élus par les membres des assemblées régionales qui les représentent. Les membres des assemblées régionales et ceux des districts élisent ensuite les membres de la chambre haute à raison de trois conseillers par région au scrutin majoritaire plurinominal plus un conseiller pour chacun des cinq districts, au scrutin uninominal majoritaire à un tour. De plus, un membre de chaque conseil local sera tiré au sort parmi les candidats handicapés pour assurer leur représentations.
Lors des élections de 2023, sont ainsi élus par la population les membres des 279 conseils locaux, dont une partie est amenée à devenir les membres des 24 conseils régionaux.
Fin septembre 2023, le scrutin est fixé au 24 décembre 2023.

## Campagne

### Déroulement
Les dates de dépôt de candidatures s'étendent du 23 octobre au 1er novembre 2023. La liste définitive des candidats est publiée le 28 novembre 2023 après l'examen de tous les recours. La campagne électorale pour le premier tour se déroule ensuite du 3 novembre au 22 décembre, et le silence électoral commence alors et dure jusqu'à la fermeture des bureaux de vote le 24 décembre.

### Participation des partis

#### Boycott
De nombreux partis ont boycotté les élections locales :
- Afek Tounes[12]
- Parti destourien libre[13]
- Parti socialiste (Tunisie)[14]
- Parti des travailleurs[13]
- Front de salut national[13], dont Ennahdha
- Voie démocratique et sociale[12]
- Courant démocrate[12]

#### Réticences
Des partis qui soutiennent initialement Kaïs Saïed comme La Voix de la République, créée par Ali Hafsi Jeddi après le 25 juillet 2021, ou encore le Mouvement du peuple n'ont pas exprimé de position claire sur leur participation ou laissent le choix à leurs partisans.

## Résultats
Les résultats définitifs du premier tour sont proclamés le 27 décembre. Avec 1 059 004 votants pour 9 080 987 inscrits, le taux de participation s'établit à 11,66 %.
Le deuxième tour a lieu le 4 février 2024,. Il enregistre lui aussi un taux de participation très faible, bien qu'en légère hausse, de 12,44 %,,,.
Les femmes représentent environ 12 % des candidats. Au premier tour, on compte 32,37 % de votantes.
| Partis                   | Partis                   | Premier tour | Premier tour | Premier tour | Second tour | Second tour | Second tour | Total | +/-   |  |
| Partis                   | Partis                   | Voix         | %            | Sièges       | Voix        | %           | Sièges      | Total | +/-   |  |
| ------------------------ | ------------------------ | ------------ | ------------ | ------------ | ----------- | ----------- | ----------- | ----- | ----- |  |
|                          | Indépendants             |              |              | 1 348        |             |             | 781         | 2 129 | 2 129 |  |
|                          | Sièges non pourvus       |              |              |              |             |             |             |       | -     |  |
|                          |                          |              |              |              |             |             |             |       |       |  |
| Votes valides            |                          |              |              |              |             |             |             |       |       |  |
| Votes blancs             |                          |              |              |              |             |             |             |       |       |  |
| Votes nuls               |                          |              |              |              |             |             |             |       |       |  |
| Total                    | Total                    | 1 059 004    | 100          | 1 348        | 520 303     | 100         | 781         |       |       |  |
| Abstentions              |                          |              |              |              |             |             |             |       |       |  |
| Inscrits / participation | Inscrits / participation | 9 080 987    | 11,66        | 4 181 871    | 12,44       |             |             |       |       |  |

## Suites

### Tirage au sort des membres des conseils régionaux
À la suite de la formation des conseils locaux le 2 mars 2024, l'Instance supérieure indépendante pour les élections mène le tirage au sort des membres des conseils locaux pour siéger au sein des conseils régionaux durant un mandat de trois mois.
Le conseil régional de Tunis est composé de 21 sièges, représentant chacun des conseils locaux constitutifs du gouvernorat de Tunis. De même, celui de Béja se compose de neuf membres, celui de Ben Arous de onze, celui de Tataouine de huit membres.

### Élection des membres des conseils des districts
Le 13 mars, elle procède aussi à l'élection des membres des conseils des districts, même si les gouvernorats de Jendouba, Monastir et Tozeur n'ont pas de candidat. Le lendemain, un candidat est finalement élu au poste de représentant du gouvernorat de Monastir au sein du troisième district.

### Élection des membres du Conseil national des régions et des districts
Le 28 mars 2024, les conseils régionaux se réunissent dans tous les gouvernorats, sauf à Sousse, afin d'élire les membres du Conseil national des régions et des districts. Chaque conseil régional vote pour que trois de ses membres siègent dans la chambre haute du parlement tunisien.
Le scrutin à Sousse est reporté au 29 mars,.